# Phyllis Dalton
Phyllis Dalton (ur. 16 października 1925 w Londynie, zm. 9 stycznia 2025) – brytyjska kostiumografka filmowa. Dwukrotna laureatka Oscara za najlepsze kostiumy do filmów Doktor Żywago (1965) Davida Leana i Henryk V (1989) Kennetha Branagha. Nominowana była również za musical Oliver! (1968) Carola Reeda. W 2002 otrzymała Order Imperium Brytyjskiego (MBE).